# Oxylobus (Asteraceae)
Oxylobus là một chi thực vật có hoa trong họ Cúc (Asteraceae).

## Loài
Chi Oxylobus gồm các loài: